# Dämon

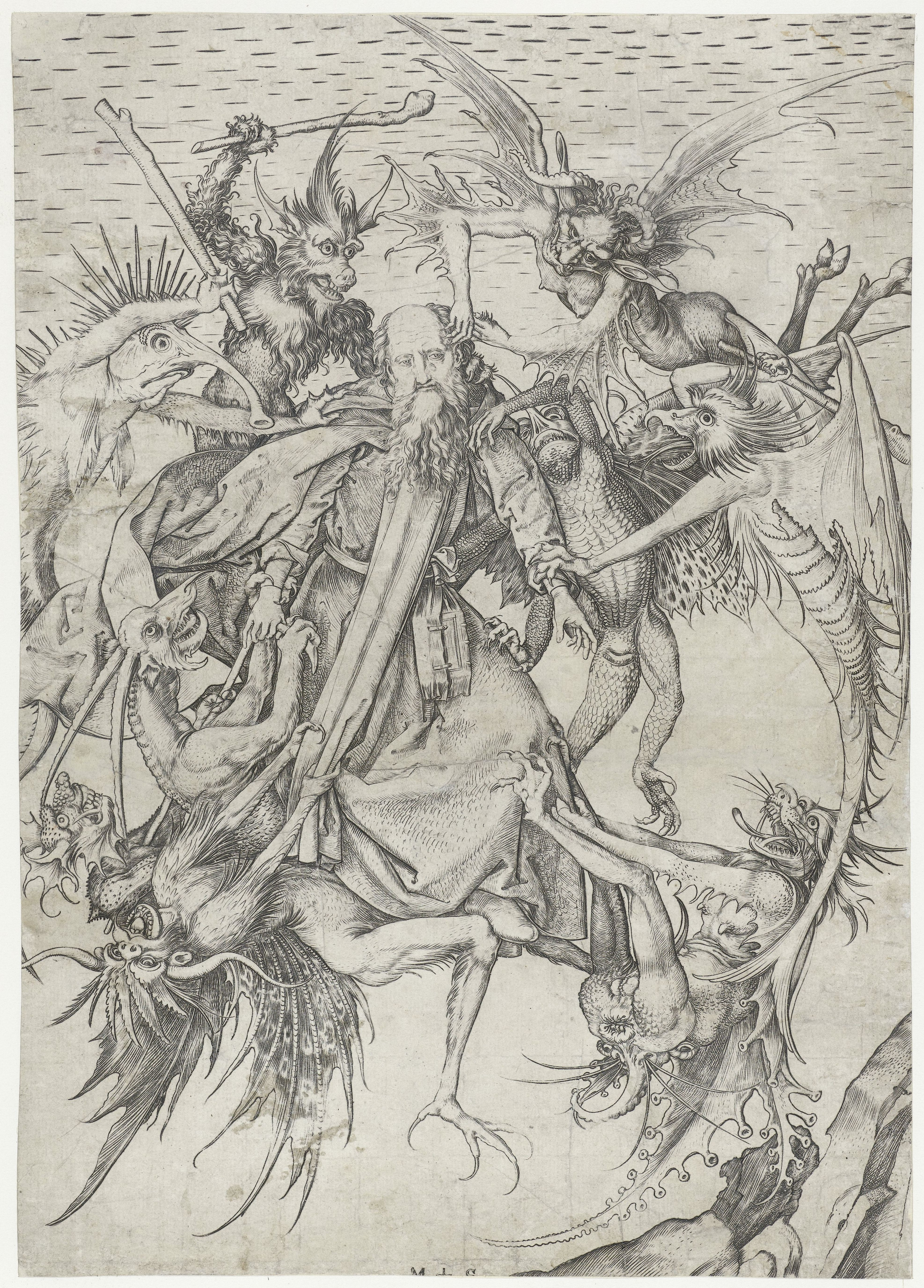
Die Versuchung des heiligen Antonius (Darstellung aus dem 15. Jahrhundert von Martin Schongauer)

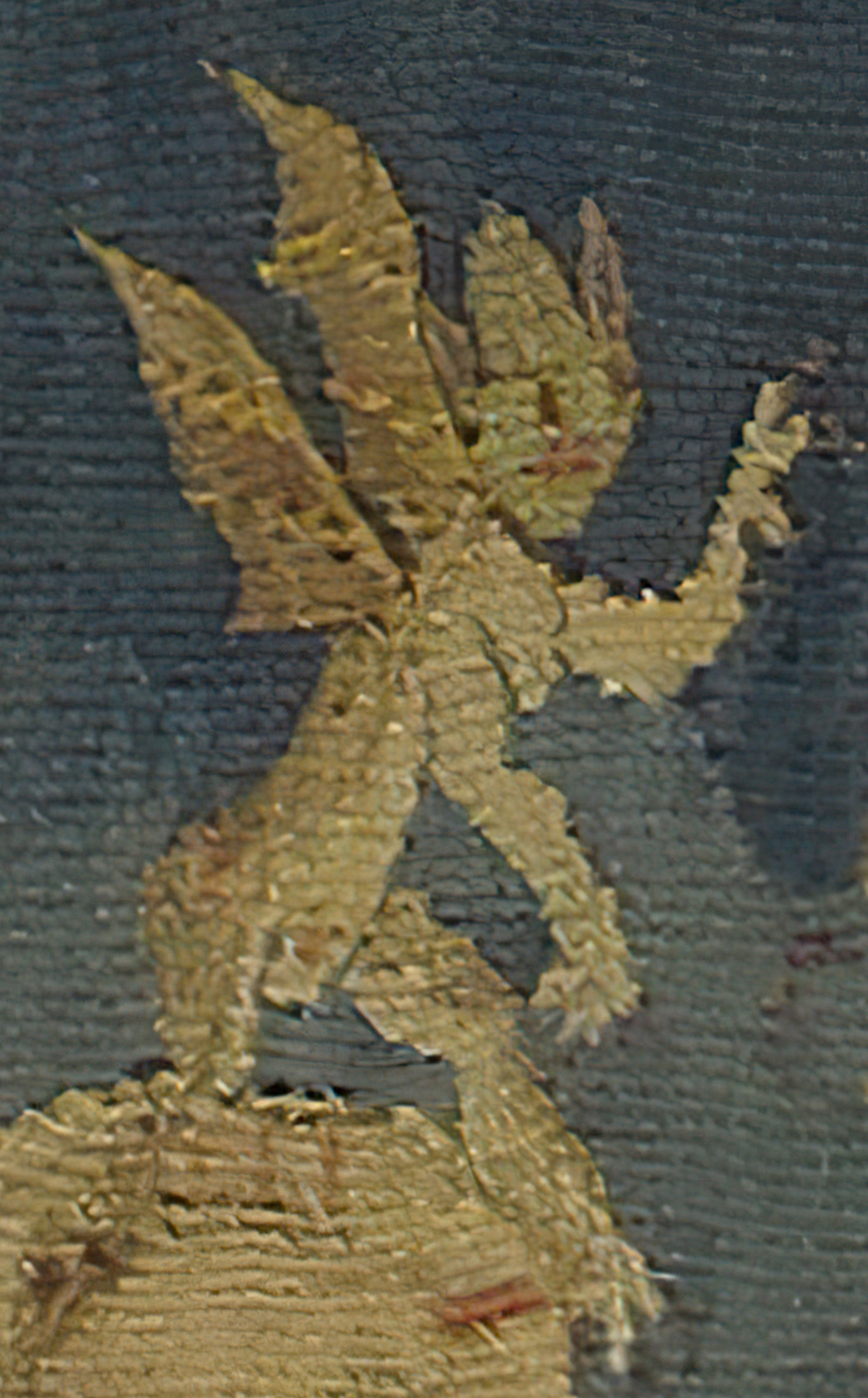
Ausgetriebener Dämon – Darstellung auf dem ersten Adelphus-Teppich, ca. 1475

Als Dämon (Plural Dämonen; lateinisch daemōn, von altgriechisch δαίμων daímōn) wird in verschiedenen Mythologien, Religionen und mystischen Lehren zunächst ein „Geist“ (lateinisch spiritus) oder eine Schicksalsmacht (δαιμόνιον daimónion) als „warnende oder mahnende Stimme (des Gewissens)“ und „Verhängnis“ verstanden. Unter christlichem Einfluss wandelte sich die Bedeutung dann bis zu einem Handlanger des „Teufels“, und somit wird heute als Dämon entgegen dem neutralen bis eher positiven Sinn des Ursprungswortes für die gemeinten Geisteserscheinungen oder Geisteswesen häufig ein solches Wesen bezeichnet, das nach allgemeiner Vorstellung Menschen erschreckt, bedroht oder ihnen Schaden zufügt, also als böses Geistwesen erscheint. Die systematische Erfassung der Dämonen bezeichnet man in der christlichen Tradition als Dämonologie.
Dämonen werden üblicherweise im religionswissenschaftlichen Sinne von Geistern durch ihren Bezug zum Körper unterschieden: Während der Geist unabhängig vom Körper sei, tritt der Dämon, ausgehend von seiner Sphäre, in Beziehung zum Menschen und übt auf diesen einen Einfluss aus. In diesem Sinne werden auch (gefallene) Engel und Teufel den Dämonen zugeordnet, aber durch ihre Beziehung zur Gottheit spezifiziert und somit von den herkömmlichen Dämonen unterschieden.
Im archäologischen Sprachgebrauch bedeutet Dämon ein tierköpfiges Mischwesen (Chimäre) mit mindestens menschengestaltigen Beinen. Den Gegensatz dazu bilden „Monster“, wie Mischwesen mit Tierkörpern und Tierköpfen phantastischer Art bezeichnet werden (z. B. Greif oder Drachen) oder Tierkörper mit menschlichen Köpfen wie Sphinx (Frauenkopf und Löwinnenkörper), Mantikor (Männerkopf mit Löwenkörper und Skorpionschwanz) und Zentauren (Menschenoberkörper und Pferdeleib).

## Etymologie
Das Wort stammt vom griechischen Wort δαίμων daímōn ab. Der Name Daimon stand in der griechischen Mythologie ursprünglich für den Geist der Abgeschiedenen oder umgekehrt den abgeschiedenen Geist der Verstorbenen (griechisch σκιά skiá „Schatten“), die körperlosen Gestalten der Abgeschiedenen. Es scheint insoweit eine positive Bedeutung im Vordergrund gestanden zu haben, solange die Sage von Bedeutung war, in der die Seelen der Menschen des goldenen Zeitalters δαίμονες daimones genannt wurden, die dabei „eine Mittelstufe zwischen Göttern und Menschen, eine zweite Klasse niederer Götter“ darstellten. In ganz ähnlicher Bedeutung existiert im Deutschen das nur selten gebrauchte Wort Schemen (vergleiche auch „schemenhaft“) für Geister, Gespenster und Spukgestalten. Zugrunde liegt diesen und anderen Wortbildungen (wie scheinen, schimmern, schier und Schimmel) nach dem Herkunftwörterbuch des Großen Duden das indogermanische Wurzelwort *skai- in der Bedeutung von „(stumpf) glänzen, Glanz, Abglanz“.
Das Herkunftwörterbuch des Großen Dudens gibt die Bedeutung von Dämon als „böser Geist, ein Mittelwesen zwischen Gott und Mensch“ an und führt es auf Griechisch δαίεσθαι daíesthai „(ver)teilen, zer-, zuteilen“ sowie „geteilt werden“ zurück. Von daher wird dort als Grundbedeutung von Dämon die Angabe „Ver- und Zuteiler (des Schicksals)“ hergeleitet. Interessant sind die weiteren Beziehungen von δαίμων daímōn – einerseits zu dem griechischen Wort für Volk δῆμος dēmos – wie in Demokratie –, andererseits und noch weiter ausholend zu „Zeit“ (ebenso englisch time; Tide[(n)hub]/Gezeiten, englisch tide; siehe auch Zeile, Ziel, Zeitung) im Sinne von „Abschnitt, Abgeteiltes“: Bei alledem handelt es sich sprachhistorisch oder etymologisch um Ableitungen aus dem indogermanischen Wurzelwort *da[i]- für „teilen, zerreißen, zerschneiden“, worauf auch deutsch „Teufel“ und lateinisch diabolus beruhen.
Das Wort δαίμων daímōn wiederum steht in Verbindung mit dem griechischen Wort δαιμόνιον daimónion in der Bedeutung des Schicksals oder Gewissens, das den Menschen jederzeit unsichtbar begleitet. Es gibt die Einschätzung, dass erst im Lauf des Mittelalters der Begriff Dämon mit unangenehmen Vorstellungen verbunden worden sei und damit eine Verschiebung ins Negative erhalten habe. Pandämonium bezeichnet die Gesamtheit aller Dämonen oder ihren Aufenthaltsort, der im übertragenen Sinn ein Ort des Grauens ist.

## Klassifizierung
Als wegweisend für die religionswissenschaftlichen Untersuchungen des Dämonenglaubens gilt Gerardus van der Leeuws (1959). Das Dämonische wird im religionswissenschaftlichen Sinne in verschiedene Gattungen unterteilt:
- Spukdämonen
- Naturdämonen (z. B. Wüstendämonen, Luftgeister, Wasserdämonen, Einödendämonen usw.)
- Krankheits- und Wahnsinnsdämonen (Besessenheit, Inspiration o. Ä.)
- Traumdämonen
- Totengeister
- Schutzdämonen (der Orte, Stände und Berufe)

## Ethnische Religionen
In nahezu allen ethnischen Religionen kommen Dämonen vor (in der Fachliteratur auch als Polydämonismus bezeichnet). Hier stehen sie für den Glauben an eine Vielzahl unberechenbarer, launischer und unheimlicher Mächte im Sinne personifizierter Naturgewalten oder Krankheiten. Im Zusammenhang mit dem Glauben der sogenannten „Naturvölker“ werden die Bezeichnungen „Dämonen“ und „Geister“ häufig synonym benutzt. So handelt es sich ebenso um schutzgewährende Totem- oder Hausgeister, verbündete Tiergeister oder harmlose Naturgeister. Bei den Dämonen steht der Aspekt der konkreten Gestalt gegenüber dem Spirituellen im Vordergrund. Die negative Konnotation ist vor allem eine Folge der christlichen Mission, die die Dämonen mit dem Teufel gleichsetzte. Vor der Einwirkung des Christentums waren es verschiedene unkörperliche, selbstbewusste Wesen mit teilweise übermenschlichen Kräften und Fähigkeiten, die die gesamte Natur bevölkerten. Sie galten entweder als immateriell, jedoch zumeist als gebunden an Objekte oder Lebewesen und standen in der religiösen Hierarchie unter den Göttern. Abgesehen von den Geistern verstorbener Menschen werden Geister und Dämonen als unverwandt mit den Menschen, jedoch mit menschlichen Eigenschaften beschrieben. Die Vielfalt der mythologischen Vorstellungen macht es häufig schwierig, Dämonen und Geister klar von der Beseeltheit der Naturerscheinungen (Animismus) zu trennen.

### Antiker Mittelmeerraum

#### Ägyptische Mythologie

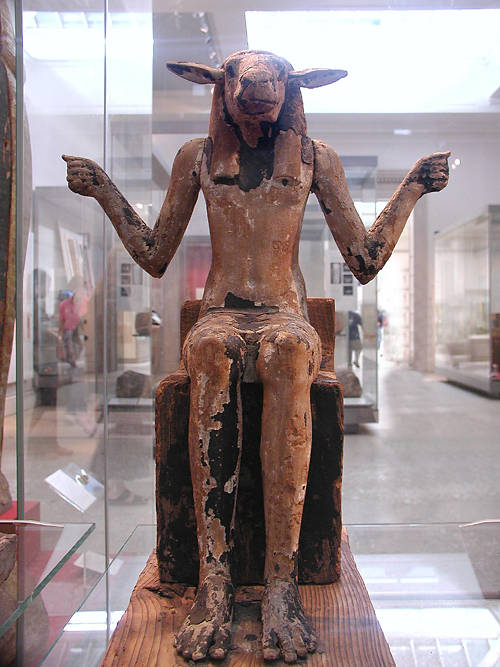
Dämon mit dem Kopf eines Widders. Die Hände sind wahrscheinlich ausgestreckt um eine Schlange zu halten. Aus dem königlichen Grab aus dem Tal der Könige in Thebes Ägypten. Ende der 18. Dynastie um 1325 v. Chr.

Die ägyptische Mythologie postulierte eine ungeheure Zahl Dämonen auf der Erde, in der Luft, in der Unterwelt und im Wasser. In der sumerischen und später auch der babylonischen Mythologie wurden neben den himmlischen Geistern im Sterndienst auch solche verehrt, deren Aufenthalt und Wirksamkeit an bestimmte Gegenden gebunden war; und noch tiefer unten die verfinsterten Geister, die auf und in der Erde und in ihrer Atmosphäre wohnten, wie die Feuer-, Licht-, Feldgeister etc. Dämonen können als Boten einer Gottheit, aber auch unabhängig von diesen auftreten. Häufig waren Dämonen als Wächter der Unterwelt oder von Gräbern eingesetzt. Während der ptolemäischen Periode galten Dämonen dann zunehmend auch als Schutzgötter in privaten und lokalen Kulten.

#### Griechisch-römische Antike

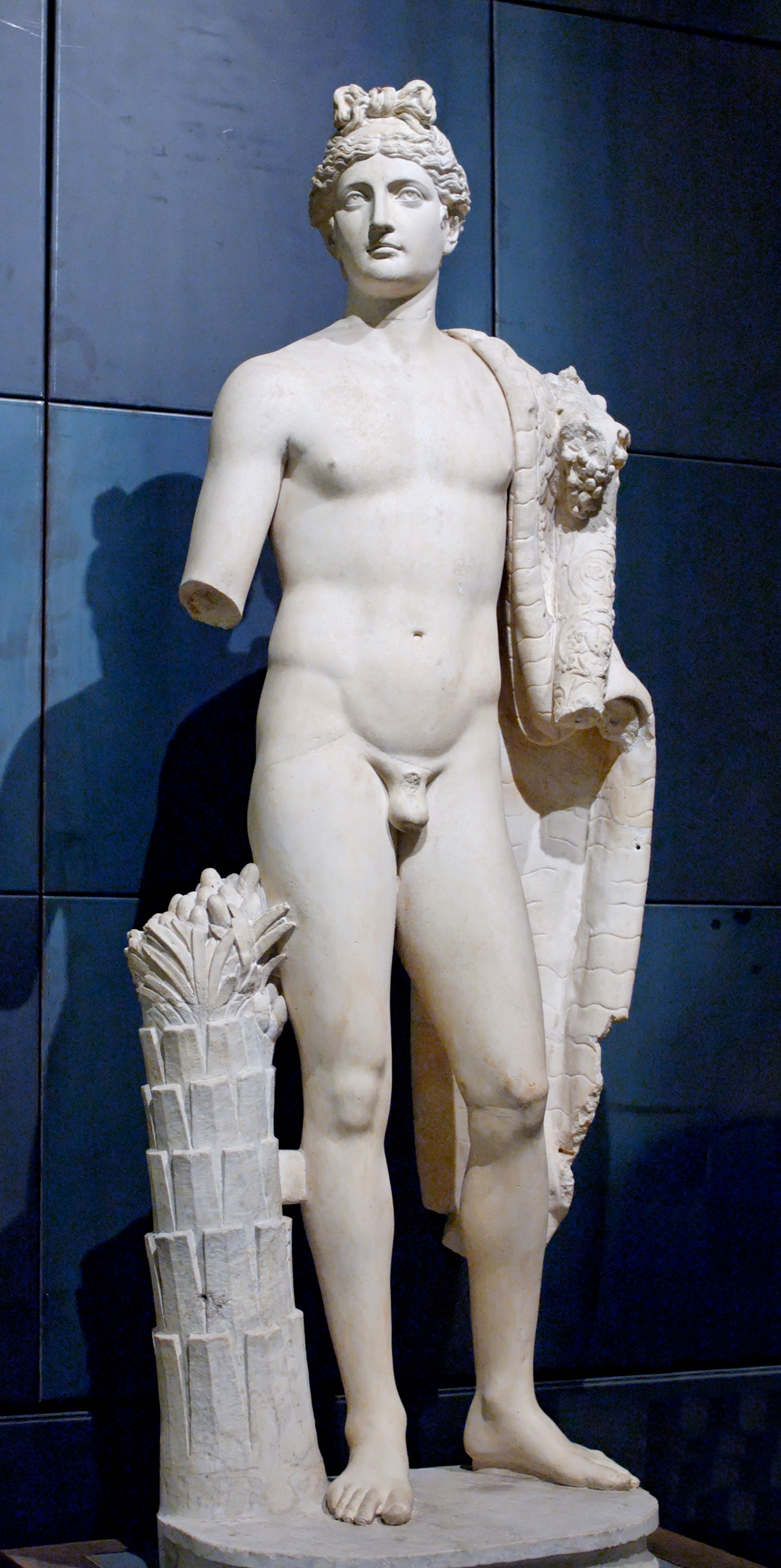
Genius des Kaisers Domitian mit Füllhorn und Aigis. Kapitolinisches Museum, Rom

Die griechische Mythologie ging zunächst bei sämtlichen Naturphänomenen von Dämonen (übernatürliche Wesen) als Verursacher aus (z. B. Blätterrauschen im Wind, Zikadenzirpen usw.), später nur noch bei ungeklärten Vorgängen oder Prozessen (z. B. Gärung von Milch oder Alkohol, Verdunstung, Verwesung, Verwitterung, Alterung etc.). Im alten Orient galten Dämonen als Teil der Weltordnung, indem ihnen der Ursprung von Krankheit und auch Tod zugesprochen wurde. Der griechische Epenschreiber Hesiod (etwa 700 v. Chr.) beschreibt in seinem Hauptwerk Theogonie den Glauben an ganze Scharen und verschiedene Klassen von Dämonen als Zwischenwesen zwischen den Göttern und den Menschen. Sie umschweben den Menschen als quasi unsichtbare Wächter über Recht und Unrecht und spenden auch Reichtum. Außerdem wirken sie in der irdischen Sphäre als Natur- und Elementargeister, entweder als Wohltäter oder als Verderber. Eine größere Rolle spielt die Dämonologie auch in der neuplatonischen Philosophie (ab etwa 300 n. Chr.), welche den ganzen Polytheismus der Griechen in Gestalt des Glaubens an Dämonen, die als Untergötter der Natur und allen Lebensbeziehungen vorstehen und als „weltschöpferische Mittelwesen“ zwischen den hilfsbedürftigen Menschen und der Gottheit vermitteln sollten, in ihr System mit aufnahm.
Die Philosophen haben diesen Glauben mit vielen einzelnen Beziehungen auf das Natur- und das menschliche Seelenleben (auch mit Übertragung auf die geheimnisvolle Geisterwelt der Verstorbenen) immer weiter ausgebildet. Besonders in zwei Richtungen trat derselbe hervor:
- Einmal waren die Dämonen als dienende Kräfte und begleitende Umgebung der einzelnen Kultusgötter gedacht (in welcher Anwendung sie häufig individuellere Gestalt und Namen annehmen).
- Andererseits waren nach Ansicht der damaligen Dämonologie die Dämonen den einzelnen Menschen (oder auch Völkern) zugesellte Geisterwesen, welche dieselben von der Geburt an auf allen ihren Lebenswegen begleiten. Die Einwirkung dieser Dämonen äußerte sich einmal zum Schutz und Heil, aber auch zum Schaden der Menschen. Daher nahm man später auch zwei Dämonen für jeden Einzelnen an: einen guten und einen bösen. Der allgemeine Glaube war aber auch, dass von dem Dämon jedes Einzelnen Gutes oder Böses kommen würde, dass der Dämon des einen mächtig oder wohlwollend, der des andern schwach oder übelwollend sei.

Sokrates spricht in diesem Glauben von seinem Daimonion als von einem guten Geist, welcher ihn von den ersten Jahren seines Lebens an begleitet und stets von Unrechtem abgehalten habe. Angelehnt an diese Vorstellung beschreibt Johann Wolfgang von Goethe in dem Gedicht Der fünfte Mai den Dämon als Charakter des Einzelmenschen.
Etwas anders entwickelte sich der Dämonenglaube in der römischen Mythologie, in der griechische Ideen sowie orientalische Vorstellungen (durch Vermittlung über die etruskische Mythologie) aufgenommen und weitergebildet wurden. Hier erscheinen die Dämonen als so genannte Genien. Diese Vorstellungen wurden dann vom frühchristlichen Dämonenglauben übernommen.

### Germanische Mythologie
Zu den Dämonen der germanischen Mythologie gehören u. a. die Wichtel, Elfen und Riesen. Bei dem Wichtel handelte es sich wahrscheinlich um ein gestaltloses, aber sich bewegendes Etwas (Dämon). Bei den Elfen und Riesen handelte es sich hingegen um näher bestimmte personifizierte Dämonen. Die Elfen konnten überall in der Natur und auch in der Häuslichkeit des Volkes anzutreffen sein. So ließen sich verschiedene Klassen von Elfen – wie Waldelfen, Erdelfen und Wasserelfen – finden. Den meisten Elfenklassen war gemein, dass sie klein oder von zärtlicher Figur seien. Die Elfen waren moralisch ambivalent: Manche ihrer Tätigkeiten waren friedlich und ähnelten denen der Menschen (z. B. Backen, Schmieden, Wäschetrocknen und Wasserschöpfen). Andere hingegen schadeten den Menschen (vertauschten Kinder, entführten Frauen, lähmten, blendeten, brachten Alpträume, verzauberten o. ä.). Durch Feuer, Sonnenlicht oder Stahl konnten sie verschreckt oder gebannt werden. Die Einteilung in gute Lichtelfen und böse Dunkelelfen lässt sich erst seit der Snorra-Edda belegen und geht wahrscheinlich auf die christliche Dämonenvorstellung von Teufeln und Engeln zurück. Die Riesen wurden häufig mit Naturgewalten in Verbindung gebracht und waren wohl deren Personifizierung. Sie traten wesentlich seltener in Beziehung zu den Menschen als die Elfen, konnten aber auch Glück und Unglück bringen. Den Asen (Göttern) feindlich gesinnt, ließen sich die Riesen (anders als die Elfen) als personifizierte Mächte des Chaos, die die göttliche Ordnung bedrohten, vorstellen. Häufig brachen die Götter ihre Eide gegenüber den Riesen oder ermordeten sie. Die Moral der Germanen unterschied nicht in moralische Kategorien von gut und böse, sondern vielmehr in nutzbringend und schadenbringend, sodass die Dämonen nicht zwangsläufig als böse oder gar als Teufel betrachtet wurden.

### Mittlerer Osten

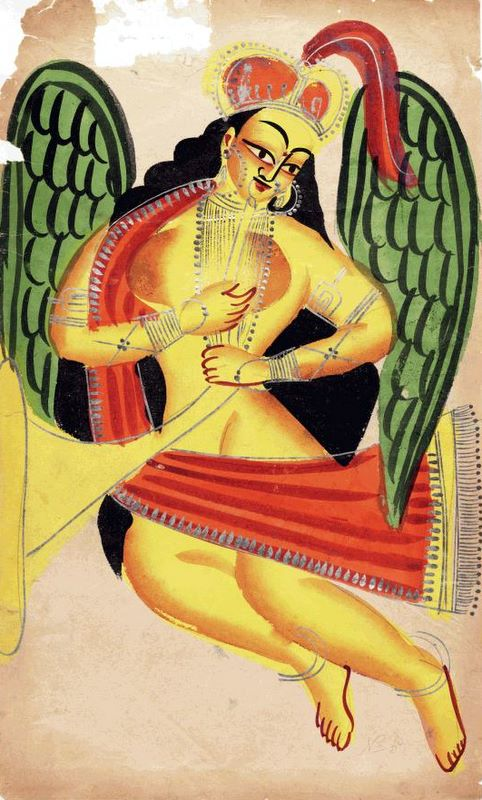
Peri in einem Hindu-Tempel in Kalkutta 1875

#### Indische Mythologie
In der indischen Mythologie haben die Dämonen (Asuras) einen festen Platz. Im Hinduismus sind sie die Gegenspieler der Götter (Devas). Nach alter indischer Vorstellung waren die Dämonen einstmals Götter. Als die Asuras geschaffen wurden, gab man ihnen als Gabe die Wahrheit und die Lüge mit, wobei sie später die Wahrheit ablegten und dämonisiert wurden. Es gibt verschiedene Dämonengruppen, die Daityas, die Danavas oder die Rakshasas, die oft als Tiere, z. B. Geier, Hunde oder Tiger, oder als besonders hässliche Menschen dargestellt werden.

#### Altiranisch-persische und zoroastrische Dämonologie
Die altiranische Dämonenvorstellung übernimmt die indischen Deva als Daevas. Die Perser lehnten ihre Verehrung ab und degradierten sie zu falschen Göttern und machten sie später zu den Gegner des einzigen Gottes, nahezu teuflischen Geistern, in der zoroastrianischen Religion. Die iranische Dämonenvorstellung, welche insbesondere die persische Dämonenlehre einschließt, macht für jedes Unglück, Krankheit, Laster oder Übel einen bestimmten bösen Dämon verantwortlich. Hierbei werden böse Dämonen als Daevas, (später, mittelpersisch: Diws) bzw. Druj (abgeleitet von Avestisch druj bzw. drug entsprechend Altpersisch drauga- ‚Lüge‘, ‚Trug‘; Pahlavi: druz) bezeichnet. Sie betrügen den Menschen, indem sie das Böse als gut deklarieren. Ahriman lenkt dieses Dämonenheer und ist mit dem Teufel der biblisch-christlichen Dämonologie vergleichbar. Im Volksglauben werden die bösen Feen (Paris bzw. Pairikas) und besonders die Yatus gefürchtet, die sich durch Zauberei verwandeln können, um die Menschen zu täuschen und zu hintergehen.
Systematisiert wurde die Dämonenlehre in der persischen Mythologie, in welcher dem Ahura Mazda außer den sieben Amschaspands viele gute Genien und dem Ahriman außer den sieben Daevas noch zahllose böse Geister untergeordnet sind.
Der Zoroastrismus weist einen stark differenzierten Dämonenglauben auf, u. a. in Form der Dämonin Drug (Lüge), der Leichenhexe Nasu oder der Zornesgestalt Aesma Daeva Asmodeus. Von bedeutendem Einfluss auf die jüdische Dämonologie war deren Berührung mit den zoroastrisch-iranischen Dämonenlehren. Während noch Plato Dämonen als Mittlergestalten zwischen Göttern und Menschen begreift, verstärkt sich mit dem antiken Judentum und Christentum die rein negative Einschätzung der Dämonen.

### Fernöstlicher Raum

#### Chinesische Dämonologie
Die altchinesische Dämonologie des Daoismus kennt zwei Hauptgruppen von Dämonen die ihrem Wesen nach den beiden kosmischen Kräften Yin (das Weibliche, Böse, Dunkle und die Erde) und Yang (das Männliche, Gute, Helle und der Himmel) entsprechen. Mit „Shen“ (gute Dämonen) wurden ursprünglich als himmlisch kategorisierte Geister bezeichnet. Die Kuei (böse Dämonen) umfassten hauptsächlich die Seelen der Toten, die, wie beispielsweise Ertrunkene, kein offizielles Begräbnis erhalten hatten oder denen von ihnen Nahestehenden keine Ahnenopfer dargebracht wurden.

#### Japanische Vorstellungen und Shinto

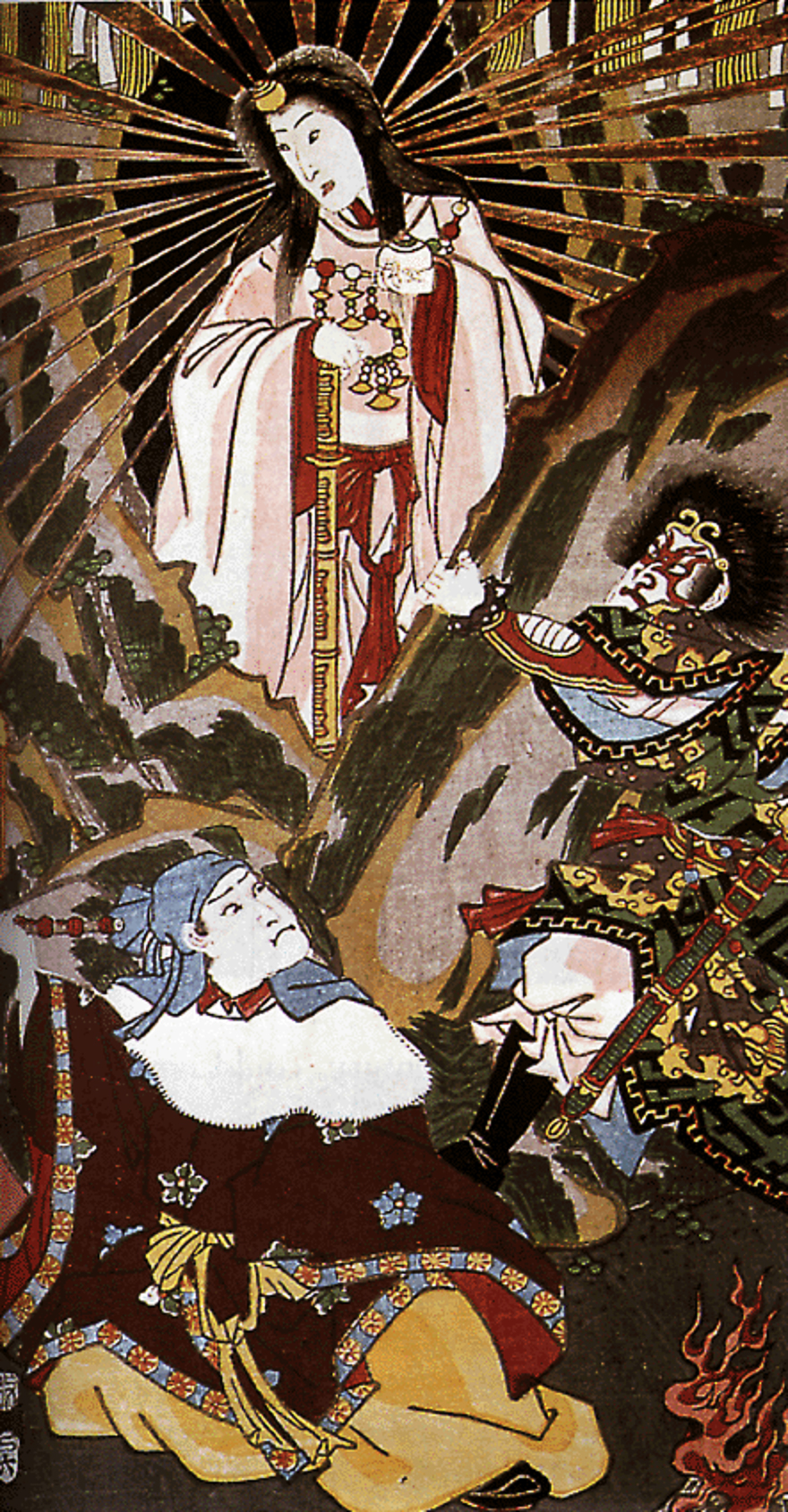
Amaterasu, einer der zentralen Kami im Shinto

Nach der japanischen Weltanschauung des Shintō sind alle Dinge lebendig und enthalten einen Geist, Kami oder Yōkai genannt. Die Unterscheidung zwischen Göttern und Dämonen verläuft fließend, womit die verschiedenen Bezeichnungen für die, den Menschen in Erscheinung tretenden Geistern, nicht eindeutig verwendet werden kann. Ein Kami kann sowohl die Funktion einer Gottheit übernehmen als auch die eines niederen Geistes. Als Dämonen interagieren sie mit der physischen Welt und auch das Herz, das als Sitz der Person selbst gezählt werden kann, steht unter Einfluss diverser Dämonen, die seine Emotionen lenken. Im Sinne des Shinto solle der Mensch lernen sie zu beherrschen, aber ihnen, anders als in der buddhistischen Lehre, nicht gänzlich entsagen, gehören die Emotionen zur Körperlichkeit des Menschen. Andere Geister sind die Luft und können als Donner und Sturm über die Menschen herfallen. Andererseits kann man die Gunst eines dieser Wesen durch Ehrerbietung erlangen. Da die Grenzen der verschiedenen Wesen fließend sind, und sich das Individuum vor allem durch seine Beziehung zu anderen Individuen auszeichnet, verlaufen auch die Grenzen zwischen unsichtbaren Wesen und den physischen Wesen fließend. Auch ein Mensch kann nach seinem Ableben zu einem Kami werden.

#### Turko-Mongolischer Schamanismus
Im schamanistischen Glauben der Turkvölker findet sich eine Vielzahl von Geistern und Dämonen. Häufig integrierten die Turkvölker dabei Elemente aus anderen Religionen (u. a. Nestorianismus, Judentum, Manichäismus, Buddhismus) in ein bestehendes Weltbild. Bereits in der Mitte des 8. Jahrhunderts schließen sich Türken vermehrt außenstehenden, d. h. nicht genuinen Religionen türkischen Ursprungs, entlang der Seidenstraße, an. Den ursprünglichen schamanistischen Glauben der Türken bezeichnet man als Tengrismus, der bis heute noch im Altai praktiziert wird. Gemäß der tengristischen Vorstellung nach, wird der Kosmos in drei Welten unterteilt (Oberwelt, Unterwelt und Diesseits), die von verschiedenen Geistern, Göttern und Dämonen durchdrungen sind.
Die wohlgesinnten Götter weilen im Himmel und beschützen die Lebenden, während die Götter und Dämonen der Unterwelt nach dem Leben der Menschen trachten. Zu den dämonischen Kreaturen gehören die verdammten Seelen der Verstorbenen (Körmös), die vom Gott der Unterwelt (Erlik Khan) gesandt, versuchen das Leben der Menschen zu verkürzen, um sie im Moment des Sterbens in das Totenreich herabzuziehen. Eine vom Himmel gesandte Gestalt (Yayutschi) kann allerdings eine gute Seele vor dem Körmöz retten und in den Himmel tragen. Ein anderer Dämon der Unterwelt ist Yor. Er kommt an die Oberfläche um sich vom Fleisch der Menschen zu nähren.
Neben den Dämonen der Unterwelt soll es auch zahllose Geister und Dämonen im Diesseits geben. Die İye gelten als Schutzgeister für Orte, Elemente (beispielsweise Od İyesi, der Geist des Feuers), Tiere oder Nationen. Sie verfügen in der Regel über wenig ausgeprägte individuelle Eigenschaften und sind überall anzutreffen. Sie stehen in Verbindung zu dem jeweiligen Element und würden es auch angeblich beeinflussen können. Der Iye des Wassers (Su Iyesi) könne beispielsweise, wenn verärgert, einen Dammbruch verursachen oder Menschen und Tiere ertränken, aber auch, wenn zufrieden, Regen spenden.
Andere Dämonen reflektieren den Glauben der Transformation der Seele nach dem Tod. Bei der Mu Shuvuu handelt es sich beispielsweise um Mädchen, die gewaltsam zu Tode gekommen sind oder werden bewusst erschaffen, wenn deren Väter einen Feuerstein in die Hand der verstorbenen Tochter legen.
Zu den anthropomorphen Dämonen im Diesseits wird in türkischen Erzählungen auch Çor genannt. Sie sind vergleichbar mit den islamischen Dschinn, unsichtbar für das menschliche Auge und können sowohl gut als auch böse sein. Sie fürchten sich vor Eisen und werden durch das Rezitieren des Gottesnamens vertrieben. Sie werden für verschiedene Krankheiten, psychische Störungen und Schlafparalysen verantwortlich gemacht. Entwendet man ihren Kalpak, sterben sie. Da es ihr schlagendes Herz sei, was sie unsichtbar macht, wird ihr Leichnam sichtbar.

## Abrahamitische Religionen

### Judentum
Die Schedim sind im Judentum eine Klasse von Dämonen. In einigen Stellen im Midrasch werden sie als Bindeglied zwischen der Welt der Engel und der Menschenwelt erwähnt. So würden sie Zeit und Raum transzendieren, können daher plötzlich erscheinen und verschwinden und kennen die Zukunft. Gleichzeitig haben sie körperliche Bedürfnisse und können den Menschen in Gestalt erscheinen. Der hebräische Ausdruck für Dämonen (Schedim) ist dem akkadischen (schedu) entlehnt und bezeichnet dort eine freundliche, gute, beschützende Macht (Geist). Er erscheint nur zweimal im Tanach (stets im Plural), jedes Mal für falsche Götter, Götzen, „Nicht-Götter“ im Kontext verbotener Kinds- und Tieropfer. Aus Ps 106,37  geht hervor, dass ihnen im heidnischen, nichtjüdischen Kult Menschenopfer dargebracht wurden. Während Dämonen im Tanach eine untergeordnete Rolle spielen, kommt ihnen eine vergleichsweise bedeutende Rolle im babylonischen Talmud zu. Dämonen sind dabei keinesfalls ausschließlich negativ konnotiert. Sie teilen viele Eigenschaften mit den Menschen, wie die Sterblichkeit, und können mit ihnen sogar erotische Beziehungen eingehen. Auch wenn es unter den Dämonen Fromme und Gläubige gibt, die die Menschen zum Einhalten der Gebote ermahnen, gelten sie in den meisten Fällen den Menschen moralisch unterlegen. Neben den Schedim, tauchen zudem noch Asasel, die Nephilim, Liliths und Se'irim im jüdischen Dämonenglauben auf.
Dibbuk, „irrende Seelen“, die keine Ruhe finden, können nach dem Tode in Lebende fahren. Es handelt sich hierbei um jüdische Mystik und Aggada, jüdische Erzählung, Sagen, die Maimonides in diesem Zusammenhang vermied, wie auch auf die Rede von Himmel, Hölle und die ins Unendliche reichende körperliche Auferstehung. Er betont die Unmöglichkeit menschlichen Denkvermögens, über sich hinauszugehen und Unsägliches zu sagen, und das abstrakte Weiterleben der Persönlichkeit.

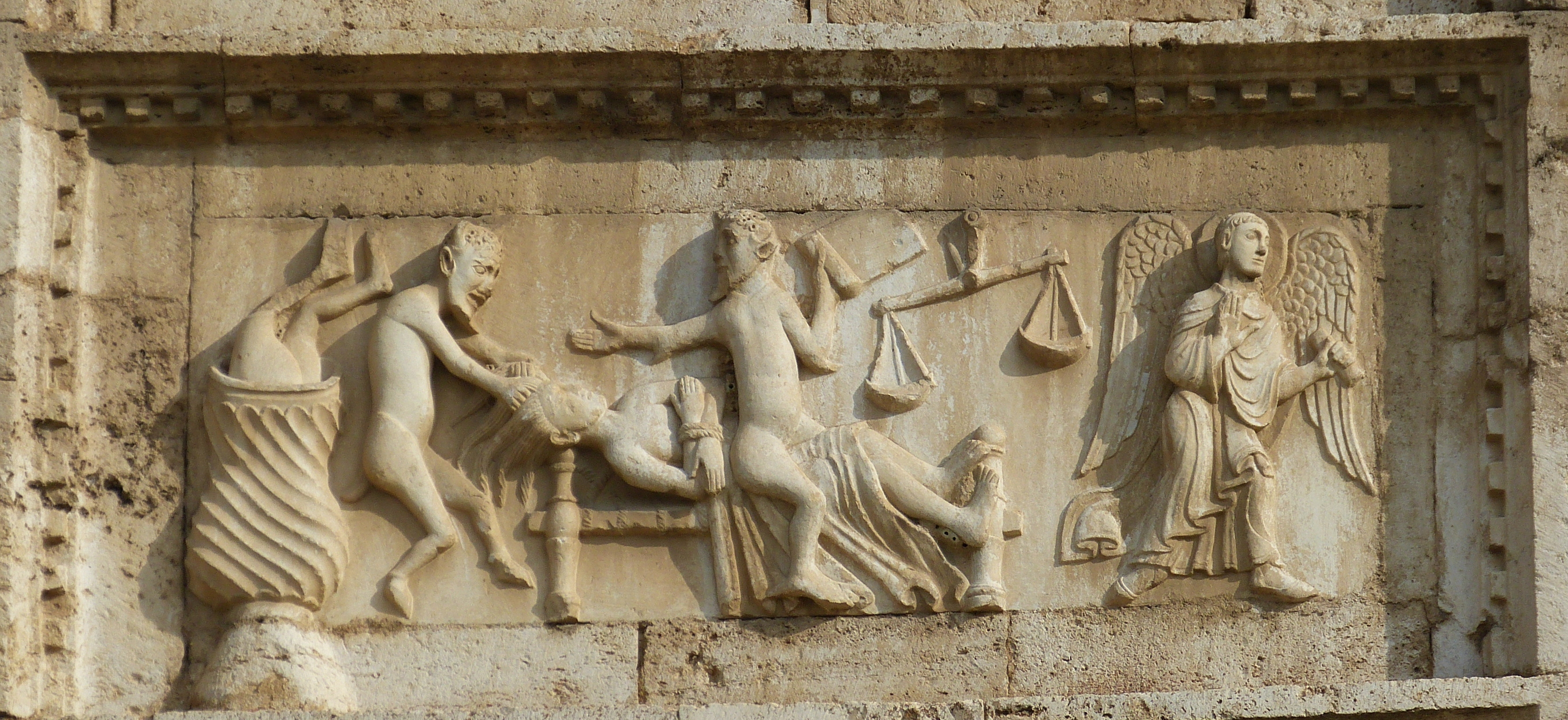
Zwei Dämonen quälen einen nicht reuigen Sünder – San Pietro fuori le mura (Spoleto)

### Christliche Dämonologie

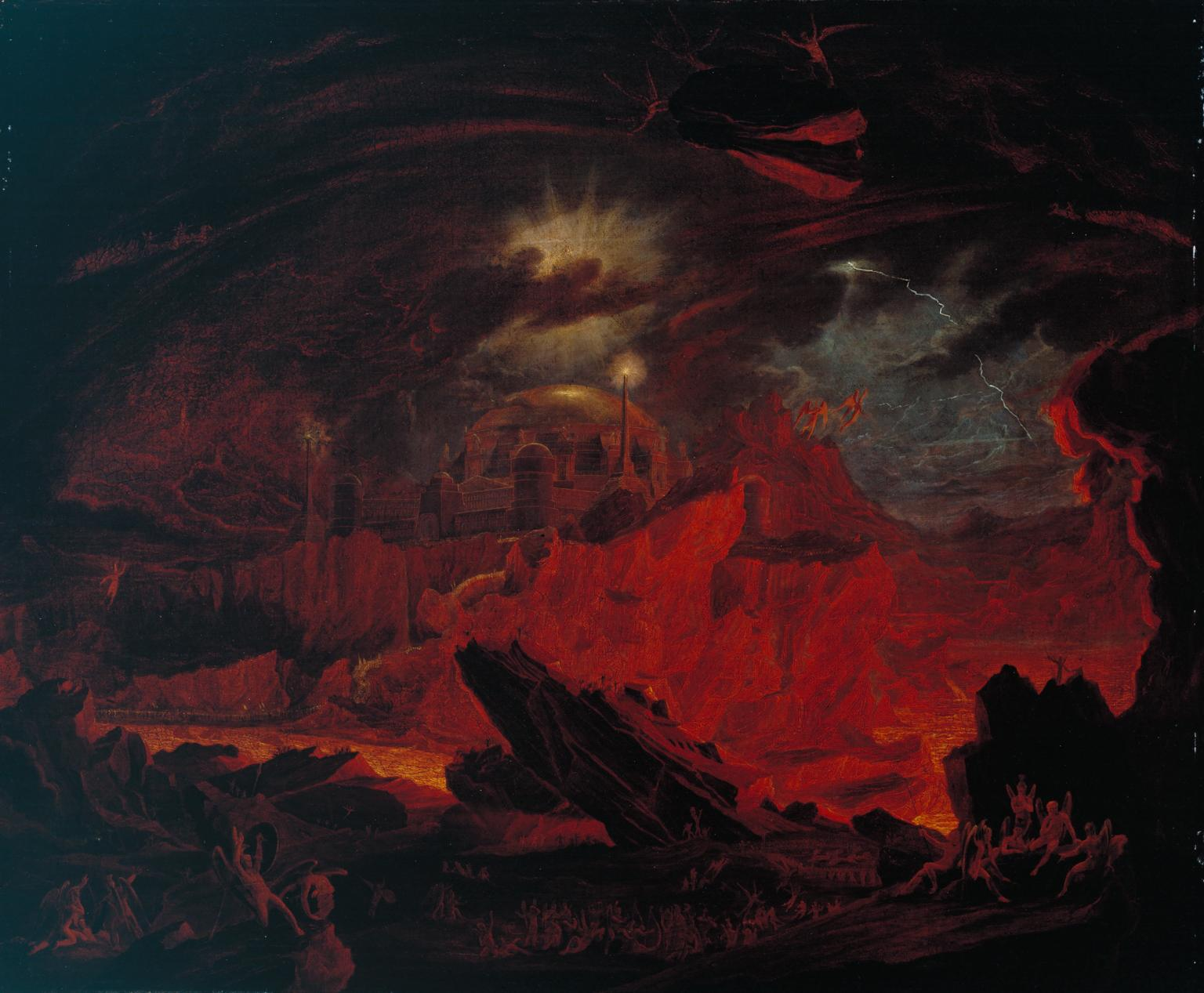
Malerische Darstellung von gefallenen Engeln in der Hölle aus dem 19. Jahrhundert.

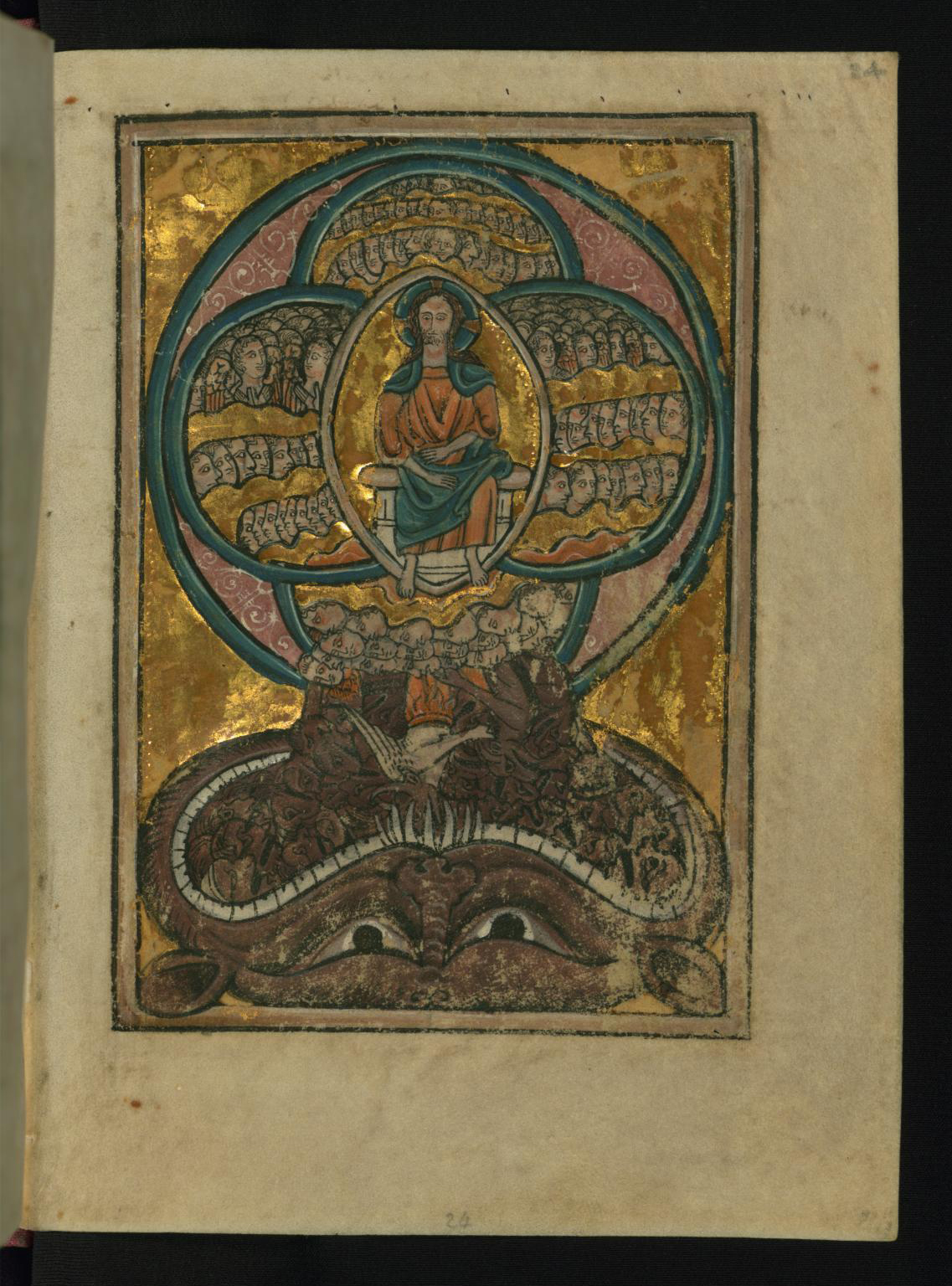
Gott thronend, lässt die rebellischen Engel in den Höllenschlund (Leviathan) fallen. Dabei verwandeln sie sich in Dämonen und nehmen eine monströse Gestalt an.

Zunächst lebten zu Beginn des Christentums in der Vorstellung einiger Menschen auch die alten heidnischen Götter als Dämonen noch lange fort. Der frühchristliche Apologet Justin der Märtyrer beschrieb die heidnischen Götter als bloße Dämonen, die die Menschen durch Schreckensbilder dazu bewegten, sie anzubeten. Nach Justin hätte bereits der Philosoph Sokrates das Wesen der Dämonen erkannt und von der Verehrung dieser abgeraten, woraufhin sie von ihren Anhängern seinen Tod verlangten. Aus demselben Grund würden die Christen verfolgt werden. Das frühe Christentum unterschied noch weitgehend zwischen den gefallenen Engeln und Dämonen. Letztere wären die Seelen der bei der Sintflut verstorbenen Nephilim, die aus einer geschlechtlichen Verbindung zwischen Engeln und Menschen hervorgegangen sind. Ausnahmen bildeten christliche Asketen wie Origenes, da sie die Vorstellung ablehnten, Engel könnten körperliche Formen annehmen. Spätestens im Laufe des dritten Jahrhunderts setzten die Christen Dämonen mit Teufeln gleich. Im Laufe der Spätantike waren die Verwendungen der Dämonenmetapher in der christlichen Literatur vielfältig.
Die Grundlagen der christlichen Dämonologie wurden von Augustinus entwickelt, der, beeinflusst vom dualistischen Manichäismus, die Lehre von den zwei Reichen begründete, nämlich die civitas Dei (Gottesreich) und die civitas Diaboli (Teufelsreich). Nach der Lehre des Augustinus seien die Dämonen gefallene Engel. Er zweifelte nicht an deren Realität und ihrem wirksamen Eingreifen in den Lauf der Dinge, allerdings nur soweit Gott es zuließ. Allerdings gab es schon sehr früh einzelne Bischöfe und Synodalbeschlüsse, die den mit Hilfe der Dämonen ausgeführten wahrsagerischen Handlungen jeglichen Wirklichkeitsgehalt absprachen. Im Jahr 820 veröffentlichte der Erzbischof von Lyon Agobard (um 769–840) seinen Liber contra insulsam vulgi opinionem de grandine et tonitruis, wo er den Glauben an die Möglichkeiten der Wettermacher (tempestarii oder immissores tempestatum) als illusorisch verwarf. Das Konzil von Tours (813) lehrte, dass magische Künste und Beschwörungen weder kranken Menschen noch Tieren helfen könnten. Es handele sich vielmehr um Täuschungen der Dämonen. Dieser Text wurde dann auch in das Decretum Gratiani übernommen, wobei allerdings Augustinus fälschlich als Verfasser genannt wurde. Die das Decretum Gratiani kommentierenden Dekretisten nahmen teilweise an, dass mit Hilfe von Dämonen die Erzeugung einer Impotenz, impotentia ex maleficio, möglich sei. Gratian ging davon aus, dass die Dämonen hauptsächlich bei der Wahrsagerei aktiv seien. In diesen Zusammenhang übernahm er einen langen Text zu diesem Thema aus dem Buch De divinatione daemonum des Augustinus.
Dieser Text des Augustinus im Decretum Gratiani befasst sich auch mit der Natur der Dämonen. Sie hätten einen feinstofflichen, luftigen Körper, eine Vorstellung, die von der griechischen Vorstellung übernommen wurde, der ihnen eine schärfere Sinneswahrnehmung als die des Menschen ermögliche. Auf Grund ihrer dauerhaften Existenz hätten sie auch eine bei weitem größere Lebenserfahrung und können deshalb Zukünftiges voraussagen. Dazu interpretieren sie natürliche Zeichen (später wurde auch die Wettervorhersage des Landwirts herangezogen), insbesondere den Menschen unbekannte Luftschichten im Hinblick auf die Zukunft und können auch menschlich nicht erkennbare Zeichen der inneren Gemütsverfassung wahrnehmen und nutzen. Sie könnten auch Krankheiten aufnehmen und die Menschen damit anstecken. Sie hätten mit imaginären Erscheinungen auch Zugang zur Gedankenwelt der Menschen. Die Dekretisten folgten im Wesentlichen diesen Vorstellungen. In der kommentierenden anonymen Summa Tractaturus Magister Gratianus de iure canonico wird noch hinzugefügt, dass die Dämonen nach dem Sündenfall – anders als die Engel mit ihren feinstofflichen Körpern – auch eines der niederen Elemente in sich aufgenommen hätten, so dass sie im Gegensatz zu Engeln auch leiden könnten. Die französischen Glossenapparate Ecce vicit leo und Animal est substantia vertreten, dass Dämonen nur dann einen Körper annehmen könnten, wenn ihnen Gott das erlaube. Auch sie als körperlose Wesen könnten leiden, allerdings anders als körperliche Wesen.
In ihren Kommentaren setzten sie sich insbesondere mit der Konkurrenz der Vorhersage der Dämonen mit der Allwissenheit Gottes einerseits und der Willensfreiheit des Menschen andererseits auseinander. Danach sind die Dämonen auf Interpretationen ihrer Beobachtungen angewiesen. Aber die Möglichkeit, die Gedanken der Menschen unmittelbar lesen zu können, wurde abgelehnt. Dies sei allein Gott vorbehalten.
Die Glaubensgemeinschaft der Christadelphians lehnt sowohl die Vorstellung eines übernatürlichen Satans als auch den Glauben an die Existenz von Dämonen als böse Wesen und Geister als unbiblisch ab und lehrt stattdessen, mit der Bezeichnung „Dämonen“ würden in der Bibel körperliche, häufig aber auch geistige und seelische Krankheiten bezeichnet.

### Dämonen in der islamischen Kultur

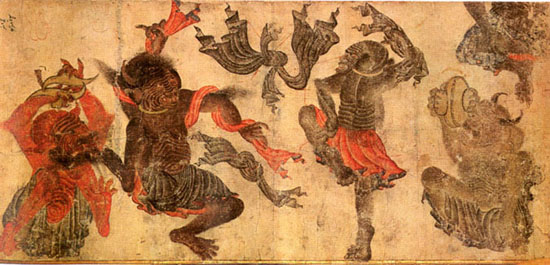
Eine Darstellung tanzender Dämonen (Diwen) im Stil von Siyah Kalem (schwarzer Stift)

Die islamisch geprägte Kultur kennt eine Vielzahl dämonischer Wesen, die das Leben des Menschen angeblich beeinflussen. Gemeinhin werden die verschiedenen Dämonen unter dem Ausdruck Dschinn zusammengefasst. Die Dschinn stellen zudem aber auch eine eigene Kategorie von Dämonen dar und werden auch im Koran erwähnt. Dschinn können Menschen Schaden zufügen und sie in Schrecken versetzen und ähneln in dieser Hinsicht den teuflischen Satanen. Im vom Islam beeinflussten Osten Europas bis hin zur Türkei lässt sich zudem ein dämonisches Wesen unter der Bezeichnung In feststellen, welches sich weitgehend in seinen Eigenschaften mit den Dschinn deckt und meistens mit diesen gemeinsam erwähnt wird. Samum ist ursprünglich ein heißer Wüstenwind, dem dämonische Kräfte zugeschrieben werden. Der Ifrit ist ein mächtiger Dämon der Hölle und wird auch mit rachsüchtigen Totengeistern identifiziert. Neben einer Vielzahl gefährlicher Dämonen gebe es auch wohlwollende Dämonen, wie die Pari (Feen), die sich spätestens im 10. Jahrhundert aus dem Persischen in die arabischen Huri-Sagen eingegliedert haben, und wohlgesinnte Dschinnen, die Zauberer bei Ritualen und Exorzismen unterstützen können und vor bösen Dämonen schützen. Die Vorstellung, dass einige Dschinn sich zu Gott bekennen geht auf den Koran selbst zurück. Das in Sure 72 enthaltene Glaubensbekenntnis der Dschinn endet mit einer Ermahnung an die Menschen. Auch Salomon hat nach koranischer Auffassung wohlwollende Dschinns zur Hilfe gehabt und seine Rolle als Dämonenbändiger verblieb noch lange in der islamischen Volksreligiosität. Bei ausschließlich bösartigen Dämonen sprechen islamische Autoren explizit von Satanen. Neben den Satanen werden noch die Diwen als immerzu teuflische Dämonen genannt und tauchen häufig als Gegner von Helden und Heiligen auf.

## Verschiedene Dämonen
- Akephalos, ein kopfloser Dämon
- Asmodäus, ein Dämon aus der jüdischen Mythologie
- Aynaet, eine Dämonin aus der Mythologie Äthiopiens
- Asasel, ein Wüstendämon
- Baal, der erste und oberste König der Hölle
- Belial, eine dämonische Gestalt aus der Bibel
- Beelzebub, eine Entität des Teufels
- Incubus, ein Albträume verursachender nachtaktiver Dämon
- Lilith, eine Göttin der sumerischen Mythologie
- Medusa, eine Gorgone
- Pazuzu, ein Winddämon der mesopotamischen Mythologie
- Sphinx, ein Dämon der Zerstörung und des Unheils
- Vanth, eine etruskische Dämonin
- Legion, eine Erscheinung von vielen Dämonen